# Jüdischer Friedhof Feldberg

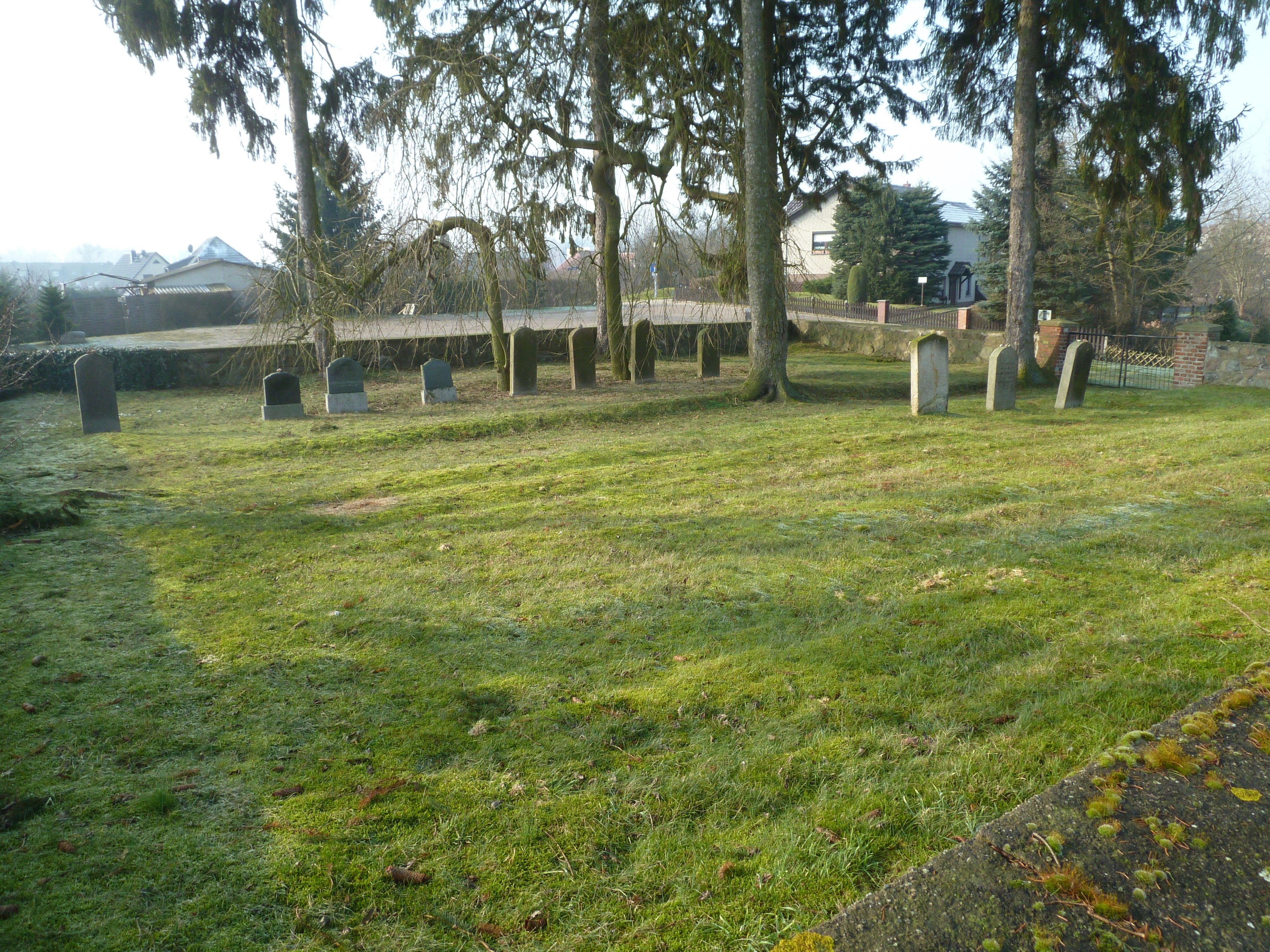
Jüdischer Friedhof Feldberg (Februar 2015)

Der Jüdische Friedhof Feldberg ist ein jüdischer Friedhof in Feldberg im Landkreis Mecklenburgische Seenplatte in Mecklenburg-Vorpommern. Er gilt als Kulturdenkmal.

## Beschreibung
Der 680 m² große Friedhof liegt am Ortsrand von Feldberg, auf dem ehemaligen Mühlenberg. Auf ihm sind etwa 12 Grabsteine erhalten. Er befindet sich in erhöhter Lage, in Verlängerung des Mühlenweges in Richtung Hasefelderstraße. In unmittelbarer Nähe des Friedhofes befindet sich eine Eigenheimsiedlung. Der quadratische Friedhof ist mit einer 1,20 m hohen und gut erhaltenen Feldsteinmauer umschlossen. Der Eingangsbereich mit einem zweiflügligen Eisentor, befindet sich mittig im südlichen Teil des Friedhofes. Das zweiflüglige Eisentor ist unverschlossen und hat eine Höhe von 1,20 m und eine Breite von 2,80 m. An den Eingang schließt sich ein unbefestigter 3,00 m breiter Weg an. Er führt gerade vom Eingangsbereich bis an das nördliche Ende der Friedhofsanlage und liegt auf der gesamten Länge 20 cm tiefer als das übrige Bodenniveau. Daraus ergibt sich eine optische Zweiteilung des Friedhofes.
Jüdische Friedhöfe wurden in den amtlichen Karten als Begräbnisplatz bezeichnet und mit einem L statt einem † signiert. Meistens wurden sie weiter außerhalb der Städte oder Gemeinden angelegt, überwiegend an den Scheunenvierteln oder ähnlichen abgelegenen Orten.

## Geschichte

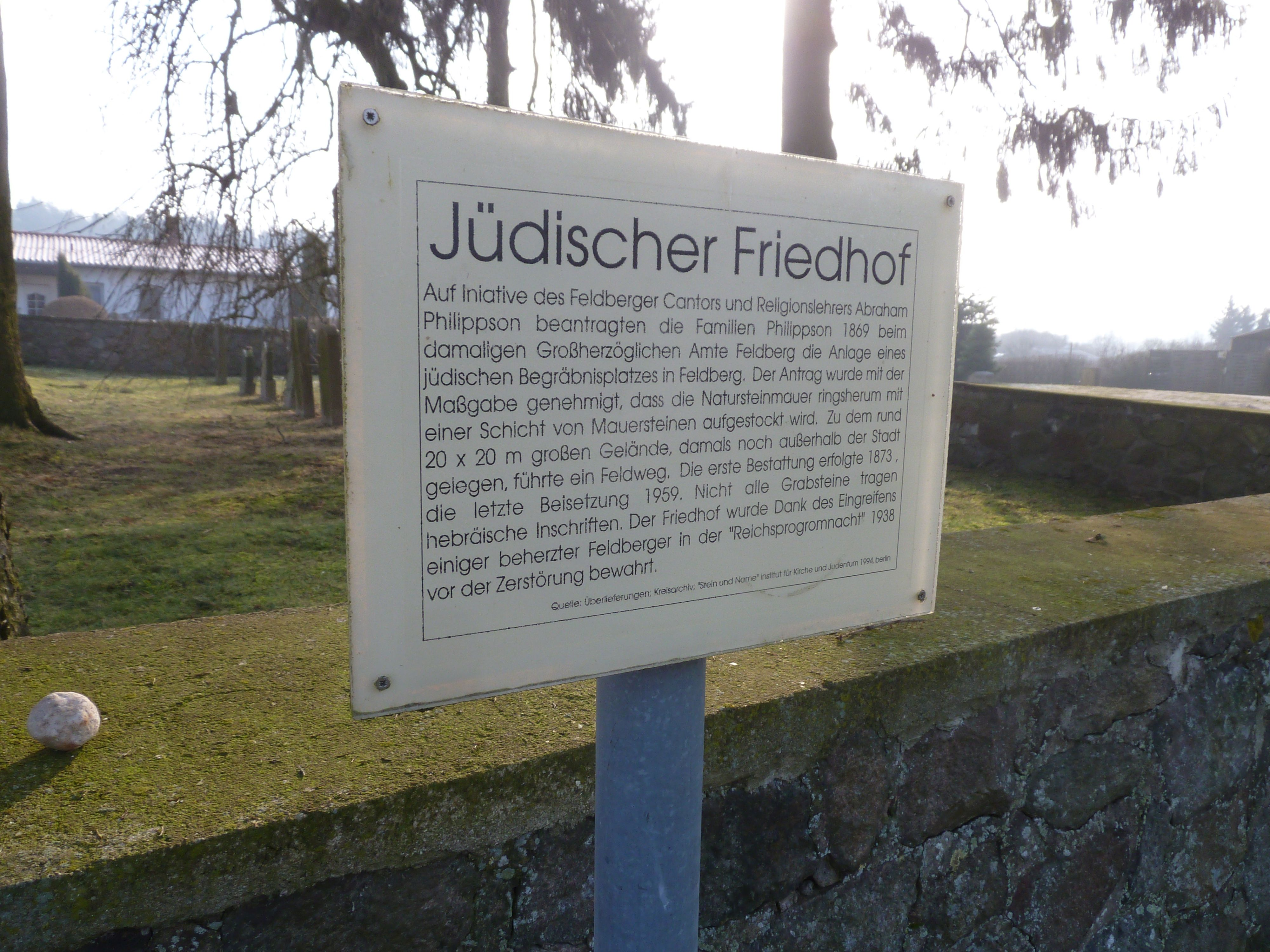
Infotafel am Friedhof (2015)

Der jüdische Friedhof Feldberg wurde 1850 von der Familie Philippson angelegt. Im südöstlichen Bereich befindet sich das größere Grabfeld mit insgesamt neun in Reihe aufgestellten Grabsteinen. Im südwestlichen Teil der Anlage befinden sich drei weitere Grabsteine. Der älteste der insgesamt 12 Grabsteine stammt aus dem Jahr 1873, der letzte aus dem Jahr 1959.
Die gesamte Anlage wird entlang der Friedhofsmauer von Fichten gerahmt. An der südwestlichen Seite der Mauer fehlen zwei Fichten und sind nur noch als Wurzelstöcke vorhanden. Im südöstlichen Grabfeld befinden sich zwei Trauereschen. Entlang des Hauptweges stehen drei weitere Fichten.
Die Anlage befindet sich in einem guten und gepflegten Zustand. Lediglich die sich in der Anlage befindlichen Wurzelstöcke werden als störend empfunden und sollten entfernt werden. Die fehlenden Bäume sollten nachgepflanzt werden.
Der jüdische Friedhof war zunächst ein privater Begräbnisplatz der jüdischen Kaufmannsfamilie Philippson und wurde um 1870 angelegt. Die erste Beisetzung erfolgte 1873. Wenig später wurden auf dem Friedhof auch die Verstorbenen anderer jüdischer Familien aus Feldberg und Woldegk beigesetzt. Die Friedhofsfläche umfasst etwa 3 Ar. In der NS-Zeit blieb der Friedhof unversehrt. Von den früher vorhandenen 14 Grabsteinen sind noch 12 erhalten. Die letzte Beisetzung war 1959.